# ارت الکتریکی
به منظور تأمین ارت حفاظتی برای اولین بار در دنیا در سال ۱۹۲۴ انجمن مهندسان برق (IEE) در انگلستان اتصال بدنه فلزی وسایل برقی به زمین یا همان ارت کردن را اجباری نمود هر چند اینکار ساده نبود و مشکلات فراوانی داشت. در سال ۱۹۲۳ فرانسه نیز در استانداردهای ملی کشورش ارت کردن بدنه تجهیزات برقی را الزامی نمود. در سال ۱۹۲۷ فرانسه بحث ارت کردن نقطه نول ترانسفورماتورها را نیز تصویب نمود. در سال ۱۹۳۵ استانداردهای جامع حفاظت اشخاص و تجهیزات تدوین و اجرائی شد و از آن سالها به بعد ارتینگ در دنیا همگانی شد.
در دنیای امروزی که صنعت برق مهم‌ترین انرژی و به عنوان پیش نیاز تمام فعالیت‌های صنایع به حساب می‌آید می‌توان گفت حداقل پنجاه درصد انسان‌ها به‌طور مستقیم یا غیرمستقیم می‌توانند در طول زندگی در معرض تماس با خطرهای ناشی از انرژی الکتریکی قرار بگیرند لذا لازم است جهت کاهش خطا و خطراتی که هم می‌تواند سیستم و هم انسان را تهدید کند تدابیری اندیشید، که پس از حفاظت فردی، آخرین مرحله و بهترین روش ایمنی، اجرای سیستم ارتینگ می‌باشد که لازم الاجرا برای تمام مکانهایی است که دارای سیستم برقی هستند.
بدن انسان دارای مقادیر زیادی آب و املاح هادی الکتریسیته می‌باشد و لذا دارای مقاومت نسبتاً کمی است. لیکن پوست بدن دارای مقاومت بیشتری است و از یک شخص به شخص دیگر متغیر است و شدیداً با شرایط پوست مثل خشک بودن یا مرطوب بودن تغییر می‌کند.
در شرایط عادی با بدن کاملاً خشک مقاومت بین دو دست در حدود یک مگا اهم است ولی در بدن تر تا ۱۰۰۰ اهم پایین می‌آید. ولتاژ ۲۲۰ ولت جریانی در حدود ۲۲۰ میلی‌آمپر در بدن برقرار می‌کند که بسیار خطرناک و به احتمال قوی کشنده است. کمترین ولتاژی که تاکنون سبب برق گرفتگی منجر به مرگ شده‌است، ۳۸ ولت ثبت شده‌است. دلیل این امر سوختن پوست بدن در نقاط اتصال به هادی برق دار و از بین رفتن مقاومت لایه چربی و در نتیجه کم شدن مقاومت اهمی بدن می‌باشد.
حفظ عایق بندی و تأمین صحت کار لوازم و دستگاه‌های الکتریکی و محدود کردن اضافه ولتاژها و کمک به کار صحیح لوازم و مدارها با قطع مدارهای معیوب به این نوع اتصال زمین، اتصال زمین الکتریکی یا اتصال زمین سیستم گفته می‌شود (اتصال نوترال به زمین).
نوع دیگر اتصال زمین، اتصال زمین ایمنی یا حفاظتی است. از این نوع سیستم حفاظتی در ایجاد ایمنی برای افرادی که بنا به وظیفه شغلی در تماس با تجهیزات سیستم‌های الکتریکی و نیز برای افراد جامعه که مصرف‌کننده نهایی انرژی برق می‌باشند استفاده می‌شود. هدف دیگر از این نوع سیستم زمین، محدود کردن خطر آتش‌سوزی از راه قطع سریع مدار معیوب به کمک وصل بدنه‌های فلزی به هادی خنثی یا زمین است.
در این روش بدنه فلزی دستگاه‌ها را به سیستم ارتینگ متصل می‌کنیم. نظر به اینکه سیم نوترال هم در پست توزیع به زمین متصل است در صورت خرابی و اتصال فاز به بدنه جریان زیادی در مدار شامل سیم فاز و زمین برقرار می‌شود که منجر به ذوب فیوز و رفع خطر می‌شود.
ایجاد یک سیستم زمین مطلوب حتی تا همین سال‌های اخیر صرفاً برای مفهوم داشتن شبکه زمینی با مقاومت هرچه کمتر بوده‌است اما با ایجاد شبکه‌های برق وسیع با ظرفیت بالا، طبعاً با جریان‌های اتصال کوتاه فوق‌العاده روبرو هستیم که با وجود مقاومت کم سیستم ارتینگ، پتانسیل آن ممکن است از حد مجاز ایمنی تجاوز کند. به همین جهت تحقیقات بعدی مفاهیم جدیدی از لحاظ ایمنی را تحت عنوان کلی کنترل گرادیان پتانسیل، در شرایط بروز خطا معرفی کرده‌است.

## استانداردهای کاربردی
مطابق استاندارد IS/IEC 60990: 1999 - 4.3 EARTHED NEUTRAL CONDUCTOR هادی محافظ و هادی خنثی زمینی برای مصرف‌کننده باید دارای اختلاف ولتاژ کمتر از ۱٪ ولتاژ خط به خط باشند. (یک درصد ۲۲۰ ولت برابر ۲٫۲ ولت می‌باشد)
مطابق مصوبه شورای عالی حفاظت فنی که در تاریخ ۳۱/۱/۱۳۸۷ به تصویب مقام عالی وزارت رسیده، زمین به هرگونه اتصال هادی عمدی یا تصادفی یک مدار الکتریکی یا تجهیزات به زمین یا به برخی بدنه‌های هادی که به جای زمین (ارت) عمل می‌کنند، حکم زمین را دارد.

## زمین مؤثر
اتصال به زمین عمدی از طریق یک اتصال زمین یا اتصالاتی با امپدانسی به حد کافی پایین بوده که ظرفیت مناسب برای حمل جریان را دارد تا از ایجاد ولتاژهایی که ممکن است منجر به ایجاد خطر برای تجهیزات متصل به آن یا افراد می‌شود، جلوگیری نماید.
البته واضح است که در تعاریف استانداردها از جمله استاندارد صنعت برق ایران، در خصوص تعریف زمین شده، آمده‌است: (وصل شده به میله زمین (الکترود) یا وصل به سیستم‌های گسترده که به جای زمین عمل می‌کند) زمین کردن تنها یک اصطلاح می‌باشد و معنای آن طبق استانداردها و اصول برقی به معنای ایجاد یک محیط کم امپدانس و مسیری برای تخلیه می‌باشد. در تعریف، زمین کردن مطابق استانداردها که در متن نیز ذکر گردیده، فلسفهٔ ارتینگ حفاظتی، به کارگیری محیطی کم امپدانس مطرح است.
برای سیستم ارتینگ، دو روش پایه وجود دارد. D&A (Diffusion and absorption) (انتشار و جذب) (روش سنتی مانند چاه ارت، راد کوبی، همبندی و …) و نیز C&A (Consumption and absorption) (مصرف و جذب) روش نوین بر پایه تکنولوژی EDS (ELECTRICALDISCHARGE SYSTEM).

## ارت الکتریکی و الکترونیکی
این دستگاه با استفاده از تکنولوژی EDS که همان Electrical Discharge System می‌باشد و به معنای دستگاه تخلیه الکتریکی است با بهره‌مندی از تکنولوژی C&A توانست تأمین ارت حفاظتی دستگاه‌های مصرف‌کننده را انجام بدهد. این دستگاه برای نخستین بار توسط شخصی با نام محمد جعفری در شرکت سانا صنعت ثبت اختراع گردید. هدف از این سیستم‌ها، بهره‌مندی از ارت در تجهیزات سیار می‌باشد که قابلیت کنترل‌ها و حفاظت‌های برقی از جمله محافظ برق را علاوه بر آن دارا هستند.
استانداردهای برقی، لزوم کاهش اختلاف ولتاژ بین نول و ارت زیر ۱ درصد را بیان می‌کنند و این یعنی اختلاف ولتاژ کمتر از ۲٫۲ ولت برای دو سیم نول و ارت.
سیستم ارتینگ در واقع با این روش‌های جدید، مفهوم خود را به عنوان یک حفاظت برای افراد و تجهیزات در مقابل جریان‌های نشت و القایی تثبیت نمود.
سیستم ارتینگ، نیازی به دسترسی مستقیم به زمین ندارد. در سیستم‌های ارتینگ سنتی که از زمین جهت ارتینگ استفاده می‌شود، مقاومت خاک تابع عواملی از جمله جنس خاک، رطوبت، دما، محتوای شیمیایی و فشردگی آن وابسته است. از این رو تغییر هر یک از عوامل فوق می‌تواند موجب کاهش گرادیان ولتاژ (جذب ولتاژهای ناخواسته) گردد.
تجزیه و تحلیل داده‌های مختلف به دست آمده درطول مدت آزمایش تأثیر خوردگی بر پارامترهای آمپر و ولتاژ کابلهای رسانای الکتریکی، با استفاده از مدل Aitken Interpolation، نشان می‌دهد که قرار گرفتن کابلهای رسانا ی الکتریکی در معرض رطوبت، جو آلوده و سمی، باعث کاهش خصوصیات I – V)، جریان – ولتاژ) و همچنین کاهش هدایت الکتریکی کابل به دلیل افزایش در میزان تخریب و کاهش وزن، می‌شود.
هزینهٔ سالانهٔ ناشی از خوردگی فلزات در سراسر جهان ۲/۲ تریلیون دلار است و در حال حاضر بر اساس آمار کنگره ایالت متحده ۴۲۹ میلیارد دلار در آمریکا تخمین زده می‌شود.
این نشان دهندهٔ بازگشت به حالت طبیعی است که در آن فلزات مشترک بسیاری مانند سنگ فلزات انجام می‌دهد.نتیجهٔ آزمایش‌ها، افت ولتاژ در هر نمونه بوده‌است و منجر به کاهش هدایت الکتریکی در آن شده‌است. و تحلیل داده‌های مختلف به دست آمده درطول مدت آزمایش، با استفاده از مدل Interpolation، نشان می‌دهد که قرار گرفتن کابلهای رسانا ی الکتریکی در معرض رطوبت، جو آلوده و سمی، باعث کاهش خصوصیات I – V (جریان – ولتاژ) و همچنین کاهش هدایت الکتریکی کابل به دلیل افزایش در میزان تخریب و کاهش وزن، می‌شود.
در روش‌های سنتی ارتینگ که حفر چاه ارت و به کارگیری صفحه مسی می‌باشد، این موضوع صادق بوده و خوردگی صفحه، باعث کاهش هدایت الکتریکی آن می‌شود. این قبیل مشکلات به همراه عدم امکان حفر مناسب در فضاهای سنگلاخ، مرجانی (مانند جزیره کیش)، کوچک یا مشکلات رعایت حریم فاصله و… موجب گردیده‌است تا دستگاهی مکمل و تکنولوژی EDS متفاوت باشد.
با توجه به وابستگی عملکرد حفر و عملکرد چاه ارت به متغیرات زمین و شرایط اقلیمی ایران (گرم و خشک در فلات مرکزی، سرد کوهستانی در غرب، معتدل و مرطوب در کرانه جنوبی دریای خزر و گرم مرطوب در کرانه شمالی خلیج فارس و دریای عمان) و نیز جنس خاک کشور(۵۶٫۸٪ بیابانی عموماً در مرکز، ۳۷٫۶٪ کوهستانی عموماً در شمال و غرب، ۴٫۴٪ جلگه ای و ۱٫۲٪ مرجانی در جزایر جنوب (عموماً حفر و استفاده از چاه ارت با مشکلات فراوانی رو به رو می‌سازد و در صورت حفر نیز معمولا ارت مناسبی جهت تجهیزات ابزار دقیق را فراهم نمی‌نماید لازم است ذکر شود در سیستم‌های ارتینگ سنتی با اتصال از طریق کابلهای ضخیم به چاه ارت این جریانهای ناخواسته ناشی از القا یا نشتی را به زمین منتقل می‌نماید که همین امر باعث بالا رفتن هزینه احداث چاه ارت و صرف زمان چند روزه در حفر می‌شود. یکی دیگر از معایب چاه ارت وجود فاصله چاه ارت با مصرف‌کننده است که همین امر باعث بالا رفتن امپدانس ارت خواهد شد. سیستم EDS یا زمین حفاظتی مجازی با توجه به سهولت نصب، نزدیک بودن به مصرف‌کننده، قابلیت جابجایی، هزینه پایین و ایزوله بودن از زمین را دارا می‌باشد.
زمین کردن فقط یک اصطلاح است.
برای درک بهتر زمین کردن به‌طور مثال در هواپیماها، باید روشی را بررسی کرد که در آن می‌توان با خیال راحت حملات صاعقه را جذب نمود. اما سیستم‌های الکتریکی و مسافران هواپیما به‌طور کلی از آسیب دیدن در امان هستند. دلیل آن این است که بدن هواپیما قادر به جذب و اتلاف برق اضافی است. هنگام برخورد صاعقه به هواپیما، بدنه هواپیما به دلیل خاصیت رسانایی زیاد، برق اضافی را جذب می‌کند و از طریق تخلیه کننده‌های ایستا، برق را در جو آزاد می‌کند. این مثال در کشتی‌ها نیز کارایی دارد. سیستم‌های الکترونیکی و الکتریکی هواپیماها از طریق بدنه خارجی هواپیما ارت را تأمین می‌نمایند. تقریباً همه هواپیماهای تجاری با بدنه رسانایی مانند آلومینیوم ساخته می‌شوند. هنگامی که یک پدیده الکتریکی ایجاد می‌شود که منجر به تولید برق اضافی می‌شود، برق اضافی از خارج هواپیما به بدن آن منتقل می‌شود و در آنجا با خیال راحت پخش می‌شود. اکثر هواپیماها نیز با تخلیه کننده‌های استاتیک در بالها طراحی می‌شوند که این برق اضافی را به خود جذب و در جو آزاد می‌کنند و حتی پریزهای برق هواپیما نیز سیم ارت متصل به شبکه ارتینگ داخلی را برای مسافران متصل می‌نمایند و این جزو اصول بدیهی علمی می‌باشد و علاوه بر این توضیحات که صراحتاً معنی زمین کردن را اتصال به محیطی کم امپدانس جهت مصرف جریان می‌داند.